# Verfassungsvergleichung
Die Verfassungsvergleichung ist ein Teilgebiet der vergleichenden Rechtswissenschaft.
Gegenstand der Verfassungsvergleichung sind Verfassungen unterschiedlicher Staaten oder Epochen. Sie ist ein Unterfall der Rechtsvergleichung, die jeweils die gesamte Rechtsordnung untersucht. Ein anderer Ausdruck ist vergleichendes Verfassungsrecht.

## Allgemeines
Zwecke des vergleichenden Verfassungsrechts sind wissenschaftliche Erkenntnis, die Förderung staatlicher Verfassungsgesetzgebung und die Funktion als Auslegungshilfe für nationale Verfassungsgerichte sowie als Rechtserkenntnisquelle für Gemeinschafts- und Völkerrecht.

## Geschichte
Anders als die Begriffe politeia (griech.: πολιτεία – im deutschen häufig übersetzt mit „Staat“) oder constitution (von lat.: constitutio – „Festsetzung“, „Gesetz“) ist Verfassung eigentlich ein Begriff der Neuzeit.
Der Begriff Verfassung beschrieb im 16. Jahrhundert noch eine Zusammenfassung, eine Darlegung, einen Inhalt. Im 17. Jahrhundert war mit dem Begriff vor allem ein Zustand gemeint. Im 18. Jahrhundert, insbesondere unter dem Einfluss der amerikanischen Virginia Bill of Rights (1776) verstand man schließlich unter dem Begriff eine „Zusammenfassung von Grundregeln über die gesellschaftliche Ordnung“.
Als erste Verfassung im technischen Sinne wird teilweise Cromwells Instrument of Government (1653) genannt. Meistens wird auf die Verfassungen in Nordamerika (Virginia Declaration of Rights: 1776, Declaration of Independence: 1776, Constitution of the Commonwealth of Pennsylvania: 1776, Philadelphia: 1787, Bill of Rights: 1789) und schließlich in Frankreich (Erklärung der Menschen- und Bürgerrechte: 1789) hingewiesen.
Auch wenn der Begriff der Verfassung stark mit der Epoche des Konstitutionalismus verbunden ist, kann die Wissenschaft von den Verfassungen und ihren Vorläufern bis zur Antike zurückverfolgt werden. Diese Texte waren in erster Linie Staatstheorien. So heißt es bereits bei Aristoteles: Da wir uns vorgenommen haben, zu untersuchen, welches von allen die beste staatliche Gemeinschaft ist für Menschen, die imstande sind, möglichst nach Wunsch zu leben, so müssen wir auch die anderen Staatsverfassungen in Betracht ziehen, sowohl diejenigen, welche in manchen Staaten […] im Gebrauch sind, als auch diejenigen, welche von einzelnen vorgeschlagen worden sind, damit sich zeige, was an ihnen richtig und brauchbar ist.
Um den Staat zu begründen, haben Vertreter neuzeitlicher Staatstheorien, insbesondere die Vertragstheorien, den Gedanken einer fiktiven Rechtsvereinbarung bemüht. Viele Verfassungen sind Ausdruck einer solchen Rechtsvereinbarung. Andere Autoren haben darüber hinaus als Beobachter die gesellschaftlichen Sitten und Verhältnisse beschrieben, die in einer Rechtsordnung bestehen und ohne die wiederum kein Verfassungstext verständlich ist. So hat Montesquieu 1748 versucht, die äußerlichen und mentalen Bedingungen zu beschreiben, gemäß denen einzelne Staaten ihr jeweiliges Rechtssystem entwickelt haben. Aus diesen Faktoren ergibt sich der allgemeine Geist (frz.: l’ésprit général) einer Nation und diesem wiederum entspricht der Geist ihrer Gesetze. Und Tocqueville hat 1835 neben den Institutionen auch die sog. mœurs, die Sitten der Nordamerikaner, beschrieben: Die Gesetze tragen mehr zur Erhaltung der demokratischen Republik in den Vereinigten Staaten bei als die geographischen Umstände und die mœurs noch mehr als die Gesetze.
Es hat immer Epochen gegeben, in denen auch die Rechtswissenschaft vergleichsweise wenig Interesse an anderen Rechtskulturen hatte. So beklagte Rudolf von Jhering 1891 in Bezug auf das Privatrecht: Die formelle Einheit der Wissenschaft, wie sie einst durch die Gemeinsamkeit eines und desselben Gesetzbuches für den größten Theil Europas gegeben war, jenes Zusammenarbeiten der Jurisprudenz der verschiedensten Länder an demselben Stoff und derselben Aufgabe ist mit der formellen Gemeinschaft des Rechts für immer dahin; die Wissenschaft ist zur Landesjurisprudenz degradiert, die wissenschaftlichen Grenzen fallen in der Jurisprudenz mit den politischen zusammen.
Rechtsvergleichung im engeren Sinne fand zunächst auf dem Gebiet des Privatrechts statt. Die heute noch üblichen Einteilungen der Rechtskreise wurden daher am Privatrecht entwickelt und gelten nicht für das Öffentliche Recht und die Verfassungsvergleichung. Dagegen dürfte in der politischen Praxis kaum eine Verfassung weltweit ohne Vergleichung entstanden sein. Es ist daher kein Zufall, dass sich zunächst die Politische Philosophie und die Vergleichende Politikwissenschaft mit der wissenschaftlichen Bearbeitung von Verfassungsfragen beschäftigt hat.  Mit der Allgemeinen Staatslehre gibt es enge Berührungspunkte.
Dabei bezieht gerade das Verfassungsrecht wichtige Impulse durch internationale Ereignisse, beispielsweise durch die Unabhängigkeitsbestrebungen ehemaliger Kolonien, das Ende der zwei Weltkriege und das Ende des sogenannten Kalten Krieges.
Die außenpolitischen Beziehungen sind ebenfalls in Verfassungstexten geregelt. Sie bilden die Schnittstelle zum  Völkerrecht, dem Recht der Staaten und der sonstigen Subjekte des Völkerrechts untereinander.

## Aktuelle Fragen

### Methode
Man unterscheidet das Vergleichen unterschiedlicher Rechtstexte (Makrovergleichung) und die Untersuchung einzelner Institute (Mikrovergleichung). Die Mikrovergleichung ist eine Art „besonderer Teil“ der Verfassungsvergleichung und untersucht die Ausgestaltung einzelner Rechtsinstitute wie zum Beispiel Verfassungsgerichte.

### Methodische Schwierigkeiten
Sofern sich die Regeln der juristischen Auslegung in erster Linie auf Rationalität gründen, gelten diese Regeln für alle nationalen Rechtsordnungen. In der Verfassungsvergleichung treten dann die gleichen methodischen Schwierigkeiten auf, wie bei der juristischen Methode im nationalen Verfassungsrecht. Sie sind Gegenstand der Rechtstheorie bzw. Methodenlehre.
Zusätzliche Schwierigkeiten entstehen durch die Natur der Rechtsvergleichung. Es ist eine Übersetzung notwendig, es müssen funktionale Äquivalente verschiedener Institute gefunden werden, und es muss ein anderes rechtskulturelles Umfeld berücksichtigt werden.

### Rechtsvergleichende Verfassungsinterpretation
Verfassungsvergleichung dient als Auslegungshilfe für nationale Verfassungsgerichte. Eine Verfassungsinterpretation, die sich allein am Wortlaut der Vorschrift oder des Rechtstextes orientiert, kann die praktische Bedeutung der Vorschrift selten vollständig erfassen. Neben den „klassischen“ Kriterien der Interpretation von Gesetzen, die durch Savigny begründet wurden, ist heute auch die rechtsvergleichende Verfassungsinterpretation allgemein anerkannt. Der Begriff der Rechtsvergleichung als „fünfter“ Auslegungsmethode geht zurück auf Peter Häberle.

### Rechtserkenntnisquelle

#### Unionsrecht
Rechtsquellen des Unionsrechtes sind in erster Linie die Verträge und ungeschriebenes Unionsrecht (Primärrecht), in zweiter Linie handelt es sich um die von den Organen der Union erlassenen Rechtsakte (Sekundärrecht): Verordnung, Richtlinie, Beschluss, Empfehlung und Stellungnahme.
Zum ungeschriebenen Unionsrecht gehören beispielsweise auch die „allgemeinen Rechtsgrundsätze, die den Rechtsordnungen der Mitgliedstaaten gemeinsam sind“. Diese Rechtsgrundsätze entsprechen den allgemeinen Rechtsgrundsätzen, die den Rechtsordnungen der Mitgliedstaaten gemeinsam sind. Sie stellen in der Regel kein Gewohnheitsrecht der Union dar, weil sie nicht notwendig eine Rechtsüberzeugung aller Mitgliedstaaten wiedergeben, sondern vom Europäischen Gerichtshof (EuGH) im Wege wertender Rechtsvergleichung als die im Sinne des Unionsrechts beste Lösung aus dem Normenbestand der Rechtsordnungen aller Mitgliedstaaten ausgewählt und formuliert worden sind. Eine besondere Rolle spielen dabei die Grundrechte und Rechtsstaatsprinzipien.
Der Vertrag über die Europäische Union weist auf die „gemeinsamen Verfassungsüberlieferungen“ der EU-Mitgliedstaaten hin – Art. 6 EU-Vertrag: Nach der Rechtsprechung des EuGH kann keine Maßnahme der Union rechtens sein, die gegen die von allen Mitgliedsstaaten anerkannten und geschützten Rechte verstößt.

#### Völkerrecht
Bi- oder multilaterale völkerrechtliche Verträge, Völkergewohnheitsrecht und allgemeine Rechtsgrundsätze sind Quellen des Völkerrechts (vgl. Art 38 I lit a,b,c IGH Statut). Verfassungsvergleichung ist zwar keine eigenständige Rechtsquelle, jedoch eine Rechtserkenntnisquelle.

### Ausblick: Europäisierung des Verfassungsrechts
Dem steigenden Interesse an der Verfassungsvergleichung entspricht eine Transnationalisierung des Rechts insgesamt. Auf der Ebene des Gemeinschafts- und Völkerrechts findet nicht nur die Rechtsvergleichung durch die Gerichte und die Wissenschaft statt, sondern zunehmend auch Rechtsangleichung und Rechtsvereinheitlichung durch die sonstigen Organe und Rechtssubjekte. Ursachen für diese Form der Transnationalisierung sind vor allem praktische Bedürfnisse. Kritiker dieser Entwicklung sehen darin eine Form des Kulturverlustes Aufgabe der Verfassungsvergleichung ist daher auch die Erhaltung der Vielfalt.

### Historische Texte
- Aristoteles: Politik (ins Deutsche übersetzt und herausgegeben von F. F. Schwarz), ISBN 978-3-15-008522-6.
- Charles-Louis de Secondat, Baron de La Brède et de Montesquieu: De l’esprit des loix (1748), dt.: Vom Geist der Gesetze. Reclam, 1994, ISBN 3-15-008953-0.
- Alexander Hamilton, James Madison u. a.: The Federalist Papers (1787/1788), (komplette engl. Printausgabe) Bantam Classics, 1989, ISBN 0-553-21340-7.
- Charles Alexis Henri Maurice Clérel de Tocqueville: De la démocratie en Amérique. 2 Bde. (1835/1840), dt.: Über die Demokratie in Amerika. Stuttgart 1959 und öfter.

### Internationale Verfassungstexte
- Albert P. Blaustein et al., Constitutions of the Countries of the World, Oceana, New York, ISBN 0-379-00467-4.

### Sekundärliteratur
- Markus Kotzur, Lothar Michael (Hrsg.): Peter Häberle, Verfassungsvergleichung in europ- und weltbürgerlicher Absicht, Späte Schriften. Duncker & Humblot, Berlin 2009, ISBN 978-3-428-12594-4.
- Peter Häberle, Rechtsvergleichung im Kraftfeld des Verfassungsstaates: Methoden und Inhalte, Kleinstaaten und Entwicklungsländer. Duncker & Humblot, Berlin 1992, ISBN 978-3-428-07467-9.
- Kenneth Robert Redden: Modern Legal Systems Cyclopedia. Buffalo, New York, ISBN 0-89941-300-5.
- Gerhard Robbers (Hrsg.): Encyclopedia of World Constitutions (Facts on File Library of World History). 3 Bände, Facts on File Publishing, New York 2006, ISBN 0-816-06078-9.

### Lehrbücher
- Georg Jellinek: Allgemeine Staatslehre. 1900.
- Bernd Wieser: Vergleichendes Verfassungsrecht. 2. Auflage, Verlag Österreich, Wien 2020, ISBN 978-3-7046-8479-0.
- S. E. Finer: Comparing Constitutions. Clarendon Press, 1995.
- Armin von Bogdandy (Hrsg.), Europäisches Verfassungsrecht. Springer Verlag, Berlin, Heidelberg, New York 2003, ISBN 978-3-540-73809-1.
- Norman Dorsen, Michel Rosenfeld, András Sajó, Susanne Baer: Comparative Constitutionalism – Cases and Materials. Westpub, 2003, ISBN 0-314-17946-1.
- Tim Koopmanns: Courts and Political Institutions – A Comparative View. Cambridge University Press, 2003, ISBN 0-521-53399-6.

### Fachzeitschriften
- Peter Häberle (Hrsg.): Jahrbuch des öffentlichen Rechts der Gegenwart, Mohr Siebeck, Tübingen (auch deutsch).
- Brun-Otto Bryde et al. (Hrsg.): Verfassung und Recht in Übersee. Law and politics in Africa, Asia and Latin America, Nomos, Baden-Baden (auch deutsch).
- Michel Rosenfeld et al. (Hrsg.), International Journal of Constitutional Law, Oxford University Press, ISSN 1474-2659 (englisch).

### Aufsätze
- Susanne Baer: Verfassungsvergleichung und reflexive Methode: Interkulturelle und intersubjektive Kompetenz, ZaöRV 64 (2004), S. 735 ff.
- Rainer Grote: Rechtskreise im öffentlichen Recht, AöR 126 (2001), 10–59.
- Christian Starck: Rechtsvergleichung im Öffentlichen Recht, JZ 1997, 1021
- Rainer Wahl: Verfassungsvergleichung als Kulturvergleichung. In: ders.: Verfassungsstaat, Europäisierung, Internationalisierung, Suhrkamp, Frankfurt a. M. 2003, S. 96 ff.